# Candelaria kommun, Honduras
Candelaria är en kommun i Honduras.   Den ligger i departementet Departamento de Lempira, i den västra delen av landet, 150 km väster om huvudstaden Tegucigalpa. Antalet invånare är 5 992. Arean är 60 kvadratkilometer.
Terrängen i Candelaria är lite bergig.